# Haarlem IJmuidense Spoorweg-Maatschappij
De stichting Haarlem IJmuidense Spoorweg-Maatschappij (afgekort Stichting H.IJ.S.M.) was een stichting die van 2000 tot 2011 actief was in het rijdend krijgen en houden van oud treinmaterieel. De naam is een knipoog naar de oude Hollandsche IJzeren Spoorweg-Maatschappij.

## Doelstelling
De stichting werd op 21 juli 2000 opgericht te Velsen en de aanvankelijke doelstelling was om met museummaterieel op de oude, buiten gebruik zijnde, IJmuiderlijn te gaan rijden. Na verloop van tijd bleek het doel moeilijk realiseerbaar. In 2010 viel het besluit om deze spoorlijn op te breken en op het tracé een vrije busbaan aan te leggen.
Wel werd vanuit de H.IJ.S.M. een tweede stichting opgericht, de Werkgroep IJmuider Spoorlijn (WIJS), die zich bezighield met activiteiten om de IJmuiderlijn te behouden.

## Materieel
In Haarlem kwamen twee treinstellen DE-2 (Blauwe Engel) aan, die op de IJmuiderlijn zouden gaan rijden. Dat waren de stellen 164 en 180, die van Syntus afkomstig waren. De 164 zou als plukstel dienen om de 180 weer compleet te maken. Later werd het HIJSM-materieel versterkt met de komst van twee treinstellen Plan U (Rode Duivels), de 113 en de 115. Evenals de DE-2's waren ook deze, na jaren dienst bij de Nederlandse Spoorwegen, van Syntus afkomstig.
Omdat deze stellen destijds nog maar kort buiten dienst waren, werd besloten eerst deze dienstvaardig te maken en daarna door te gaan met de DE-2. Gedacht werd dat de Plan U's relatief eenvoudig gereed te krijgen waren. Er werd voor de stellen toelating verkregen op het landelijke net. In 2007 werd een derde Plan U, de 121, aan de collectie toegevoegd. Omdat de exploitatie van een museumlijn en het onderhouden van museaal dieselmaterieel dat op het landelijke net mag rijden twee geheel verschillende activiteiten zijn, werden de activiteiten voor de IJmuiderlijn in de stichting WIJS voortgezet.
In de nacht van 21 op 22 februari 2009 wisten vandalen de deuren van al het materieel van de HIJSM open te breken en richtten in zowel de Plan U-stellen als in de DE-2'en vernielingen aan. Vrijwel alle ruiten werden ingeslagen, banken opengesneden, graffiti gespoten, brandblussers werden leeg gespoten en er werd geprobeerd brand te stichten. Ondanks dat de stichting probeerde de schade te herstellen was deze zo groot dat dit niet door de stichting kon worden opgebracht.

## Activiteiten elders

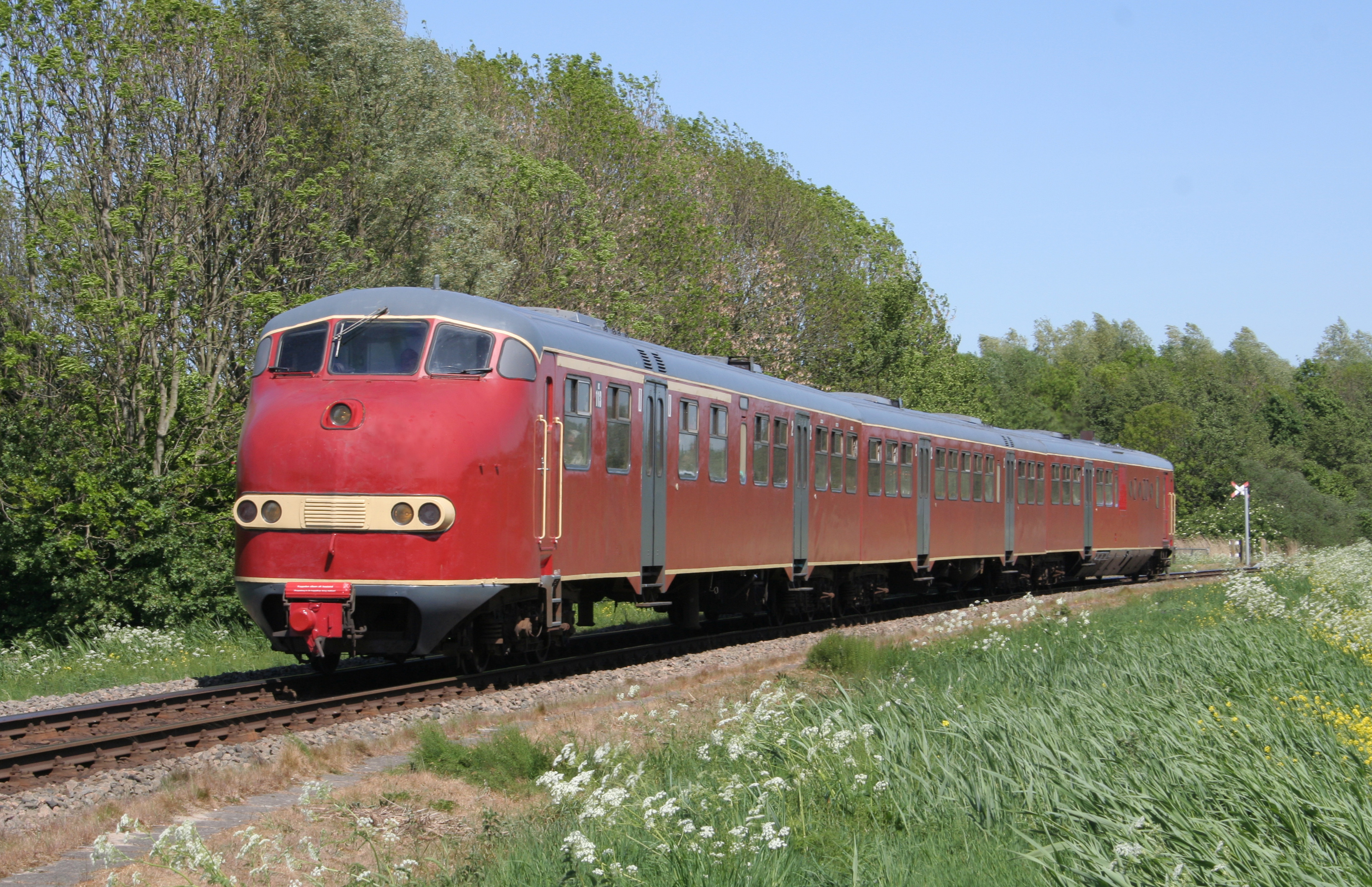
Treinstel 113 van de HIJSM onderweg voor een excursierit te Moerdijk in 2007

De treinstellen van de HIJSM waren tot begin 2009 door heel het land aan te treffen. De Plan U-treinen waren actief voor bijzondere gelegenheden zoals museale ritten, bezoeken aan spoorwegevenementen en museumspoorlijnen. Ook zijn de stellen ingezet voor roestrijdritten tijdens grote werkzaamheden aan het spoor zodat het spoor ontroest in dienst gegeven kon worden. De stellen uit de collectie waren alle door de Nederlandse spoorwegmaterieelindustrie gebouwd, een industrietak die in Nederland niet meer bestaat. De DE-2 is gebouwd bij Allan in Rotterdam in 1953 en de Plan U bij Werkspoor in Utrecht in 1962.

## Overdracht van materieel
Halverwege 2010 moest de HIJSM zijn werkzaamheden opgeven; de schade van de eerdere vernielingen was zo groot dat de stichting het herstel niet langer kan opbrengen. De treinstellen 113 en 121 verhuisden naar de Stichting Historisch Dieselmaterieel. Treinstel 115, de verblijfswagen en de begeleidingswagens gingen naar de Stichting DE-III. Treinstel 180 ging naar de Stichting WIJS en is daar inmiddels rood geschilderd. Treinstel 164 werd verkocht aan een familie te Hoogwoud en is verbouwd tot hotelkamer.
De sikken 288 en 346, die de stichting in gebruik had, zijn verhuisd naar de Museumstoomtram Hoorn - Medemblik, de 346 diende als plukloc voor de inmiddels actieve en groene locomotor 288.
Per 31 december 2011 had de Stichting H.IJ.S.M. geen materieel meer in bezit.